# Gerson ben Salomo Kohen Katz
Gerson ben Salomo Kohen Katz (auch Gerson ben Salomo Kohen Katz, Gerschom ben Salomo Cohen, Gershom ben Shlomo Ha-Kohen, Gershon ben Shlomo (Solomon) Ha-Kohen, Gershon Katz, Gershon Kaz, Gerson Kaz, Gerson (Gerschom) ben Salomo Kaz, Gerschom ben Schlomo Kohen, Gerson (Gerschom) ben Salomo Kohen, Gerson ben Salomo Kohen oder Gerschom Kohen; geboren 1475 in Deutschland; gestorben 1541 oder 1544 in Prag)   war ein Buchdrucker, dessen Nachkommen als Gersoniden bekannt wurden. Er war jüdischen Glaubens, gründete die erste hebräische Buchdruckerei in Prag und druckte Ende 1526 die erste Pessach-Haggadah. Sie war mit Holzdrucken im Stil Holbeins und Dürers illustriert, die großenteils von Ḥayim Shaḥor stammten, und gilt als Meisterwerk, das den Stil späterer Haggadahs stark beeinflusste.

## Familie
Sein Vater war der 1450 in Speyer geborene und 1522 in Prag verstorbene Salomo (Shlomo) Katz (u. a. auch Salomo [Shlomo] Cohen). Sein Bruder war Geronim [Hieronymus] ben Salomo Katz (u. a. auch Geronim [Hieronymus] ben Salomo Cohen, 1480–1526).
Seine Kinder waren Salomo ben Gerson Katz (1498–1540), Moses ben Gerson Katz (1500–1556), Mordechai Zemach Katz (u. a. auch Mordechai Rabbi Caz) (1502–1591), Judah ben Gerson Katz (1506–1541) und eine Tochter mit Namen [?] bat Gerson ben Salomo Katz (* 1504).

## Die „Cazische Buchdruckerei“ und die Gersoniden
Prag wurde zu Beginn des 16. Jahrhunderts der wichtigste Standort hebräischer Druckereien für Mittel- und Osteuropa. 1512 wurde dort das erste Gebetbuch in hebräischen Lettern gedruckt. Im selben Jahr gründete Gerson ben Salomo Kohen Katz mit mehreren Gesellschaftern seine Officin in Prag. Sein Zeichen, die zum Gebet erhobenen Hände, war auf den Vorsatzblättern mehrerer Drucke zu sehen. 1526 beantragte er das Privileg, als einziger Drucker in Prag hebräische Bücher herstellen zu dürfen, und erhielt es ein Jahr später.
Nachdem er zunächst mit Gesellschaftern gearbeitet hatte, waren seine vier Söhne später ebenfalls in der Offizin tätig, die nach Erteilung des Privilegs keine Konkurrenz mehr in Prag zu fürchten hatte. Ausgebildet wurden sie zum Teil von Me’ir Miḥtam. Den Vertrieb besorgten in Krakau die Gebrüder Helicz; ebenso spielte Frankfurt am Main eine wichtige Rolle für den Verkauf der Werke. Gebetbücher, der Pentateuch, exegetische Schriften und Talmudliteratur gehörten zum Angebot. Nach dem Tod Gerson ben Salomo Kohen Katz’ beantragte sein Sohn Mose dasselbe Privileg bei Ferdinand I., das der Vater schon innegehabt hatte. Es wurde ihm 1545 erteilt. Unter dem Sohn Mordechai Zemach kam die Officin zur Blüte, später wurde sie stark vergrößert und war bis etwa 1594 erfolgreich, wurde dann aber durch die Konkurrenz verdrängt und nahm erst 1670 wieder einen Aufschwung. Die Gersoniden hatten die Buchdruckerei bis 1728 inne. Damals ging die „Cazische Buchdruckerei“ in andere Hände über. Sie trug aber ihren Namen bis 1784.
Nachkommen des Gerson ben Salomo Kohen Katz waren im 17. Jahrhundert in Fürth, Wilmersdorf und Sulzbach als Schriftsetzer tätig. Die Setzerin Reichel bat Isaac ben Judah Jüdels Katz (1655–1701) wirkte am Druck kabbalistischer Werke mit. Ihre Tätigkeit ist in all den genannten Orten nachgewiesen.

## Veröffentlichungen
- 1518: Pentateuch mit Kommentar von Rashi[2]
- 1522: Maḥzor[2]
- 1526: Pessach-Haggadah[6]